# Quận LaMoure, North Dakota
Quận LaMoure là một quận thuộc tiểu bang Bắc Dakota, Hoa Kỳ. Quận lỵ đóng ở LaMoure6. Quận được đặt tên theo Judson LaMoure. Dân số theo điều tra năm 2010 của Cục điều tra dân số Hoa Kỳ là 4139 người.

## Địa lý
Theo Cục điều tra dân số Hoa Kỳ, quận này có diện tích 2981 km2, trong đó có 13 km2 là diện tích mặt nước.